# Tiarechinopsis
Tiarechinopsis is een geslacht van uitgestorven zee-egels uit de familie Stomechinidae.

## Soorten
- Tiarechinopsis besairiei Lambert, 1936 † Dogger (Bajocien), Madagaskar.